# God Rest Ye Merry, Gentlemen
God Rest You Merry, Gentlemen est un chant de Noël traditionnel anglais. Il figure dans la collection Roxburghe (iii. 452), et est répertorié comme no. 394 dans le Roud Folk Song Index. Il est également connu sous le nom de Tidings of Comfort and Joy, et par variante incipits comme Come All You Worthy Gentlemen ;  God Rest Ye, Merry Christians ;  ou God Rest You Merry People All . 

## Histoire
C'est l'un des chants de Noël les plus anciens, daté du XVIe siècle ou avant.  Sa plus ancienne édition imprimée se trouve dans une partition datée vers 1760.  La mélodie anglaise traditionnelle est en mode mineur ; la plus ancienne édition imprimée de la mélodie semble être dans une parodie, le 1829 Facetiae de William Hone. L'air est traditionnel et associé au chant depuis au moins le milieu du 18e siècle, quand il est enregistré par James Nares sous le titre The old Christmas Carol. 
Le chant est évoqué dans A Christmas Carol de Charles Dickens en 1843: «... au premier son de "Dieu vous bénisse, joyeux messieurs ! Que rien ne vous effraie !", Scrooge a saisi le chanteur avec une telle énergie d'action qu'il s'est enfui dans la terreur, laissant le trou de serrure froide et brumeuse. »
Ce chant est également présenté dans le deuxième mouvement de la Carol Symphony de 1927 de Victor Hely-Hutchinson.
L'usage transitif du verbe rest dans le sens « garder, faire continuer, rester » est typique de la langue du XVIe au XVIIe siècle (la phrase rest you merry est enregistrée dans les années 1540 ). Selon l'Oxford English Dictionary, l'expression « God rest you merry  » (« Dieu vous garde fort » )  signifie « may God grant you peace and happiness » (« que Dieu vous accorde la paix et le bonheur »).  Etymonline.com note que la première ligne « est souvent mal ponctuée » comme« God rest you, merry gentlemen »  (« Dieu vous garde, forts messieurs ») car dans le langage contemporain, rest a perdu son usage « avec un adjectif prédicat suivant et qualifiant l'objet » ( Century Dictionary). C'est déjà le cas dans la variante de 1775, et cela se reflète également dans le remplacement par Dickens du verbe rest par bless (bénir) dans sa citation de 1843 de l'incipit comme « God bless you, merry gentlemen » (« Dieu vous bénisse, forts messieurs ».  Certaines variantes donnent le pronom en première ligne comme ye au lieu de you,  dans un pseudo-archaïsme.  En fait, ye ne serait pas correct, parce que il est uniquement un pronom subjectif (nominatif), jamais un pronom objectif (accusatif).
Une variante de texte est imprimée en 1775 dans The Beauties of the Magazines, and Other Periodical Works, Selected for a Series of Years. Ce texte est reproduit à partir d'une feuille de chanson achetée à un caroler de la rue.  Cette version est présentée ici aux côtés de la version rapportée par WB Sandys (1833)  et de la version adoptée par Carols for Choirs ( OUP, 1961), qui deviendra de facto la référence de référence au Royaume-Uni.

## Paroles
D'après Three New Christmas Carols, datée vers 1760 :
| God rest ye merry, gentlemen Let nothing you dismay for Jesus Christ our Saviour Was born upon this day (or Was born on Christmas Day) To save us all from Satan's power When we were gone astray O tidings of comfort and joy, Comfort and joy O tidings of comfort and joy. In Bethlehem in Jewry, This blessed Babe was born And laid within a manger Upon this blessed morn The which His Mother Mary Did nothing take in scorn O tidings of comfort and joy, Comfort and joy O tidings of comfort and joy. From God our Heavenly Father A blessed Angel came; And unto certain Shepherds Brought tidings of the same: How that in Bethlehem was born The Son of God by Name. O tidings of comfort and joy, Comfort and joy O tidings of comfort and joy. "Fear not then," said the Angel, "Let nothing you affright, This day is born a Saviour Of a pure Virgin bright, To free all those who trust in Him From Satan's power and might." O tidings of comfort and joy, Comfort and joy O tidings of comfort and joy. | The shepherds at those tidings Rejoiced much in mind, And left their flocks a-feeding In tempest, storm and wind: And went to Bethlehem straightway The Son of God to find. O tidings of comfort and joy, Comfort and joy O tidings of comfort and joy. And when they came to Bethlehem Where our dear Saviour lay, They found Him in a manger, Where oxen feed on hay; His Mother Mary kneeling down, Unto the Lord did pray. O tidings of comfort and joy, Comfort and joy O tidings of comfort and joy. Now to the Lord sing praises, All you within this place, And with true love and brotherhood Each other now embrace; This holy tide of Christmas All other doth deface. O tidings of comfort and joy, Comfort and joy O tidings of comfort and joy. |

## Interprétations
Une version studio de l’hymne est interprétée par Mariah Carey en 1994 sur son album Merry Christmas.
La version de la chanson du chanteur country américain Garth Brooks, culmine à la 69e place au Billboard Hot Country Songs et au Country Airplay pour la semaine se terminant le 8 janvier 2000.  
En 2006, le groupe folk rock Blackmore's Night adapte la chanson sur son album de chants de Noël Winter Carols.
Pour la semaine se terminant le 7 janvier 2006, la version du groupe chrétien contemporain américain MercyMe occupe la 34e place sur Adult Contemporary la 9e sur Hot Christian Songs  et sur Christian Airplay La version atteint également la 49e position dans les ventes de chansons numériques chrétiennes pour la semaine se terminant le 17 décembre 2011.  
La version du chanteur américain de smooth jazz gospel Tim Bowman est classé 29e sur Smooth Jazz Songs pour la semaine se terminant le 9 janvier 2010. 
La version de Glee Cast culimine en 18e place sur Billboard Holiday Digital Songs pour la semaine se terminant le 4 décembre 2010.  
Pour la semaine se terminant le 17 décembre 2011, la version du groupe de metalcore américain August Burns Red apparait en 3e position au Hard Rock Digital Song Sales, 35e au Rock Digital Song Sales,  à la première place au Christian Digital Song Sales,  et 34e dans les ventes de chansons numériques de vacances.  
Pour la semaine se terminant le 4 janvier 2014, le groupe canadien Barenaked Ladies et la version de la chanteuse-compositrice Sarah McLachlan, inclus dans l'album de vacances 2004 du groupe Barenaked for the Holidays, enregistrée sous le titre God Rest Ye Merry Gentlemen / We Three Kings, culmine en 22e place au Billboard Holiday Digital Songs  et 25e au Hot Canadian Digital Song Sales.  
La version du groupe a-capella américain Pentatonix, incluse dans A Pentatonix Christmas (2016) et la bande originale de l' adaptation cinématographique d'animation 2018 de The Grinch, apparait en 73e place au Billboard Holiday 100 pour la semaine se terminant le 31 décembre 2016.
En 2017, la chanson est interprétée par les acteurs Ashleigh Murray et Casey Cott dans un épisode de la deuxième saison de la série télévisée Riverdale.
Pour la semaine se terminant le 3 janvier 2018, le groupe chrétien Tenth Avenue North et la version de la chanteuse chrétienne Sarah Reeves sont 11e au Christian AC Songs  et 44e au Christian Airplay.  
La version du duo canadien Ali & Theo atteint la 20e place au Canada AC pour la semaine se terminant le 28 décembre 2019. 